# Longirostravis
Longirostravis is een geslacht van uitgestorven vogels uit het Vroeg-Krijt van het huidige China, behorend tot de Enantiornithes. De enige benoemde soort is Longirostravis hani.

## Vondst en naamgeving
Boer Han vond in Liaoning, een gebied dat bekend staat om het illegaal opgraven en verhandelen van fossielen, een skelet van een vogel. Hij stond dit af aan het Institute of Vertebrate Paleontology and Paleoanthropology te Beijing. 
In 2003 benoemden en beschreven Hou Lianhai, Luis María Chiappe, Zhang Fucheng en Chuong Chengming de typesoort Longirostravis hani. De geslachtsnaam is afgeleid van het Latijn longus, 'lang', rostrum, 'snuit', en avis, 'vogel', in verwijzing naar de lange snavel. De soortaanduiding eert Han als ontdekker.
Het holotype IVPP V11309 is gevonden in een laag van de Yixianformatie. De precieze laag is onbekend. Het bestaat uit een skelet met schedel platgedrukt op een plaat. Het skelet ligt in verband. Uitgebreide resten van het verenkleed zijn bewaard gebleven.
In 2006 werd een tweede exemplaar gemeld, specimen DMNH D2522. In 2009 werd dit echter benoemd als het aparte geslacht Rapaxavis.

## Beschrijving
Longirostravis heeft de grootte van een kwartel. De lichaamslengte is 105 millimeter. Het gewicht is geschat op negenendertig gram. 
De beschrijvers stelden enkele onderscheidende kenmerken vast. Drie daarvan zijn later ook bij verwanten aangetroffen. Een lange taps toelopende snavel is ook aanwezig bij Longipteryx, Shanweiniao en Rapaxavis. Een iets naar beneden gekromde snavel wordt gedeeld door Longipteryx en Rapaxavis. Shanweiniao en Rapaxavis hebben tanden in alleen de voorste kaken. Dat laat nog één kenmerk over: de bij het borstbeen eindigen de achterste buitenste uitsteeksel in drie vertakkende punten. Later is nog het onderscheidende kenmerk van zeven sacrale wervels geopperd.
De kop heeft een lengte van 32,86 millimeter. De schedel draagt een lange puntige snavel. In de voorste bovenkaken en onderkaken staan tien paar kleine tanden. De zijn kegelvormig en vooraan wat langer zodat ze een grijporgaan vormen. De snuitpunt is daar ook iets verticaal verbreed. De tanden in de schedel staan alleen in de praemaxilla. Het opperarmbeen is ongeveer een duim lang en het dijbeen twee centimeter.
Het verenkleed toont dons, dekveren en zeer duidelijke slagpennen. De laatste zijn tot acht centimeter lang en sterk asymmetrisch waarbij de binnenste vaan vijfmaal smaller is dan de buitenste vaan. Dat wijst op een krachtige vlucht.

## Fylogenie
Longirostravis is in de Euenantiornithes geplaatst. In 2006 werd een eigen Longirostravisidae in een Longirostravisiformes benoemd. Later is een verwantschap met Longipteryx aangenomen in de Longipterygidae wat de eerdere groepsnamen overbodig maakt.

## Levenwijze
Gezien de lange kromme snavel met vooraan een grijporgaan werd gesteld dat Longirostravis de snuit in de modder stak op zoek naar kleine ongewervelden zoals wormen. Het was de eerste bekende vogel uit het Mesozoïcum waarbij aanpassingen hiervoor waren aangetroffen. Longipteryx heeft ook een lange snavel maar die is rechter en de achterpoten zijn korter zodat vermoed werd dat die soort meer als een ijsvogel leefde.